# Latouche-Tréville (frégate)
Pour les autres navires du même nom, voir Latouche-Tréville (navire).
Le Latouche-Tréville (indicatif visuel D646) est une frégate de lutte anti-sous-marine de la classe Georges Leygues (type F70) de la Marine nationale. La frégate Latouche-Tréville est basée à Brest et est parrainée par la ville de Saumur.
Elle porte son nom en l'honneur de Louis-René-Madeleine de Latouche-Tréville, vice-amiral de la marine française du XVIIIe siècle.

## Caractéristiques

### Navigation
La frégate Latouche-Tréville est équipée de deux centrales de navigation inertielle SIGMA 40 créées par Sagem.

### Armement
Le bâtiment est armé de deux systèmes de quatre missiles anti-navire MM40 Exocet (huit Exocet), d'un système anti-aérien Crotale EDIR avec huit missiles sur rampes (vingt-six missiles), d'un canon de 100 mm Mod. 1968 CADAM, de deux canons anti-aérien de 20 mm F2, de quatre mitrailleuses de 12,7 mm et de deux catapultes fixes pour torpilles anti-sous-marines L 5 mod 4 (dix torpilles). Il embarque deux hélicoptères Westland Lynx.

## Carrière opérationnelle

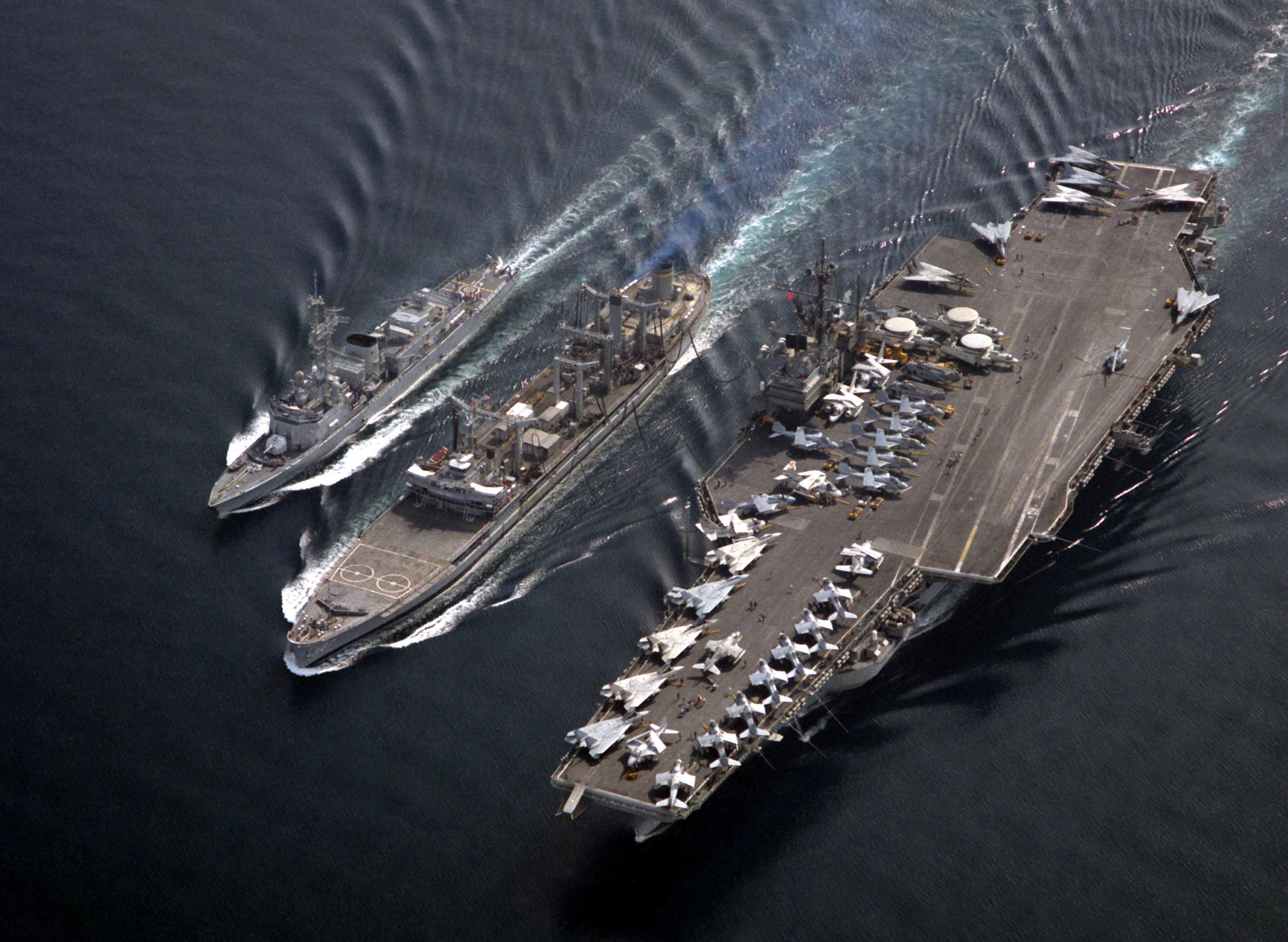
Le navire durant un ravitaillement en mer durant la guerre du Golfe en 1991 par un pétrolier américain ravitaillant également le USS Ranger (CV-61).

Durant la guerre du Golfe, sur les 37 appelés du navire lors de son appareillage le  12 janvier 1991, 34 ont signé un engagement pour participer aux opérations.

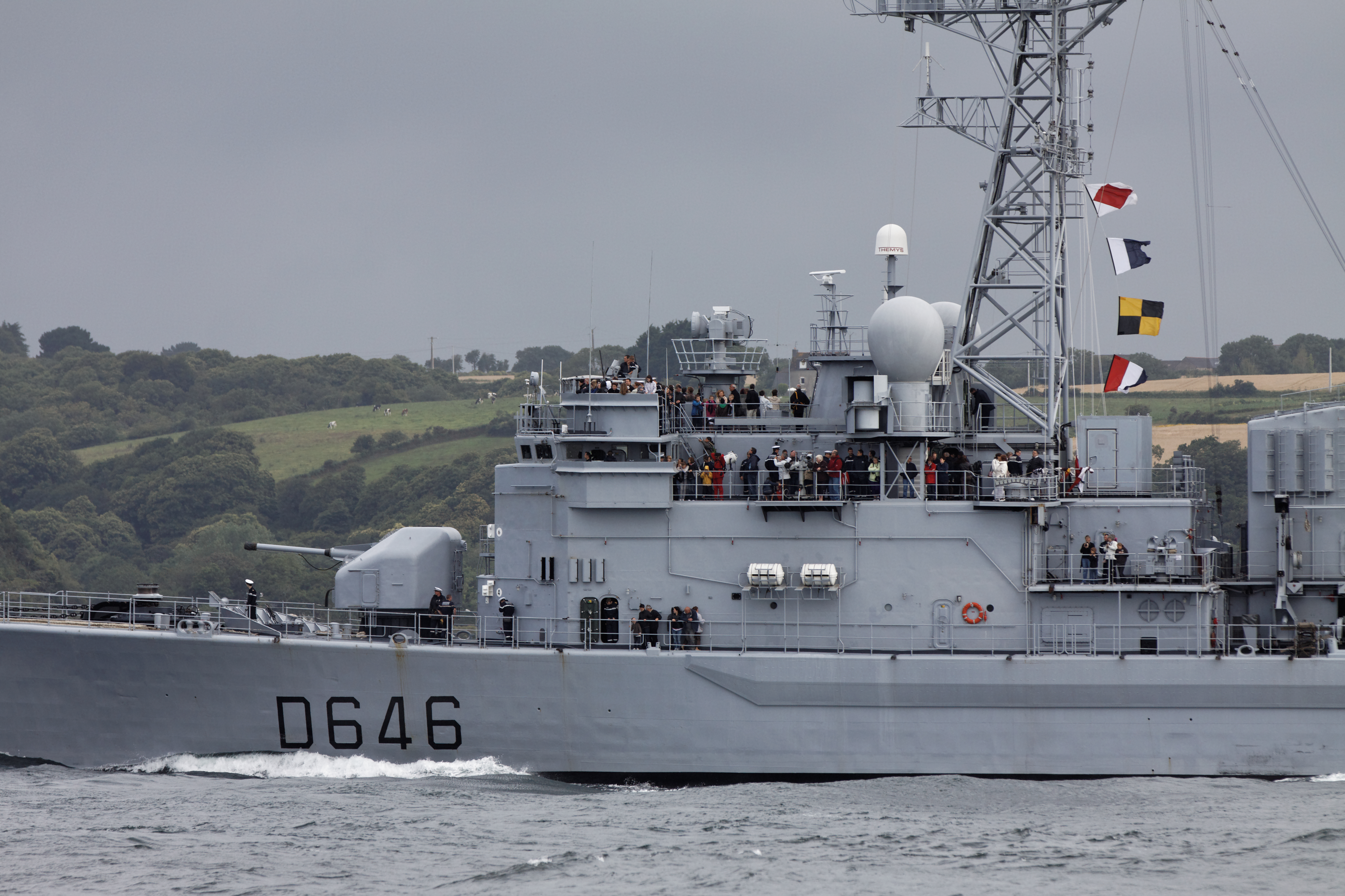
Durant Les Tonnerres de Brest 2012.

En janvier 2013, lors de l'opération Serval, la frégate Latouche-Tréville escorte un navire roulier, le Louise-Russ, qui transporte du matériel de Toulon à Dakar. À partir d'avril 2013, la frégate participe à la mission Corymbe.
En 2015, la frégate escorte la réplique de la frégate Hermione qui a emmené le marquis de La Fayette en Amérique, pendant un voyage de quatre mois.
En janvier 2020, le Latouche-Tréville subit une fortune de mer par gros temps et perd sa tête de mât, l'obligeant à regagner Brest.
Déployée en Méditerranée centrale le 1er octobre 2020, la Frégate anti-sous-marine (FASM) brestoise Latouche-Tréville a achevé le 7 novembre 2020 son mandat dans le cadre de l’opération européenne EURONAVFOR MED IRINI.
En mars 2021, la France a proposé à la Grèce de lui faire don des frégates Latouche-Tréville et Jean Bart si elle achète 4 frégates de défense et d’intervention (FDI) « Belh@rran » à la société Naval Group dans le cadre de son projet de modernisation.
Le Latouche-Tréville apparaît dans le film-documentaire Océans de Jacques Perrin.
Le Latouche-Tréville effectue une dernière sortie à la mer le 14 juin 2022 avec ces anciens commandants de la Marine nationale puis il retiré du service le 1er juillet 2022 après avoir parcouru 920 000 milles nautiques. Il est prévu qu'il soit déconstruit et recyclé.